# Olympische Sommerspiele 2004/Teilnehmer (Großbritannien)
| Gelbes Symbol für Goldmedaillen mit stilisierten Olympischen Ringen | Graues Symbol für Silbermedaillen mit stilisierten Olympischen Ringen | Braundes Symbol für Bronzemedaillen mit stilisierten Olympischen Ringen |
| ------------------------------------------------------------------- | --------------------------------------------------------------------- | ----------------------------------------------------------------------- |
| 9                                                                   | 9                                                                     | 12                                                                      |

Das Vereinigte Königreich nahm bei den Olympischen Sommerspielen 2004 in der griechischen Hauptstadt Athen mit 264 Sportlern, 103 Frauen und 161 Männern, teil.
Seit 1896 war es die 25. Teilnahme des Vereinigten Königreichs bei Olympischen Sommerspielen. Damit war das Vereinigte Königreich neben Australien, Griechenland, Frankreich und der Schweiz eine der fünf Nationen, die bis dahin bei allen Olympischen Sommerspielen teilgenommen hatten.

## Flaggenträger
Die Judoka Kate Howey trug die Flagge des Vereinigten Königreichs während der Eröffnungsfeier im Olympiastadion; bei der Schlussfeier wurde sie von der Mittelstreckenläuferin und zweifachen Goldmedaillengewinnerin Kelly Holmes getragen.

## Medaillen
Mit je neun gewonnenen Gold- und Silber- sowie zwölf Bronzemedaillen belegte das Team des Vereinigten Königreichs Platz 10 im Medaillenspiegel.

### Medaillen nach Sportarten
| Sportart       |   |   |    | total |
| -------------- | - | - | -- | ----- |
| Badminton      | – | 1 | 0  | 1     |
| Boxen          | - | 1 | -  | 1     |
| Kanu           | - | 1 | 2  | 3     |
| Leichtathletik | 3 | - | -  | 3     |
| Mod. Fünfkampf | – | - | 1  | 1     |
| Radsport       | 2 | 1 | 1  | 4     |
| Reiten         | 1 | 1 | 1  | 3     |
| Rudern         | 1 | 2 | 1  | 4     |
| Schwimmen      | - | - | 2  | 2     |
| Segeln         | 2 | 1 | 2  | 5     |
| Wasserspringen | – | 1 | 0  | 1     |
| gesamt         | 9 | 9 | 12 | 30    |

### Medaillengewinner

#### Gold

Video:
Kelly Holmes, 800 m

Video:
4 × 100 m Staffel

| Name/n                                                                | Sportart       | Wettkampf                    | Datum    |
| --------------------------------------------------------------------- | -------------- | ---------------------------- | -------- |
| Leslie Law                                                            | Reiten         | Vielseitigkeit, Einzel       | 18. Aug. |
| Chris Hoy                                                             | Radsport       | Bahn, 1000 m Zeitfahren      | 20. Aug. |
| Bradley Wiggins                                                       | Radsport       | Bahn, 4000 m Einerverfolgung | 21. Aug. |
| Ed Coode, James Cracknell, Matthew Pinsent & Steve Williams           | Rudern         | Vierer ohne Steuermann       | 21. Aug. |
| Ben Ainslie                                                           | Segeln         | Finn Dinghy                  | 21. Aug. |
| Sarah Ayton, Shirley Robertson & Sarah Webb                           | Segeln         | Yngling                      | 21. Aug. |
| Kelly Holmes                                                          | Leichtathletik | 800 m                        | 23. Aug. |
| Kelly Holmes                                                          | Leichtathletik | 1500 m                       | 28. Aug. |
| Darren Campbell, Marlon Devonish, Jason Gardener & Mark Lewis-Francis | Leichtathletik | 4 × 100 m Staffel            | 28. Aug. |

#### Silber
| Name/n                                                                      | Sportart       | Wettkampf                    | Datum    |
| --------------------------------------------------------------------------- | -------------- | ---------------------------- | -------- |
| Leon Taylor & Peter Waterfield                                              | Wasserspringen | Synchronspringen 10 m        | 14. Aug. |
| Jeanette Brakewell, William Fox-Pitt, Pippa Funnell, Mary King & Leslie Law | Reiten         | / Vielseitigkeit, Team       | 18. Aug. |
| Gail Emms & Nathan Robertson                                                | Badminton      | / Mixed                      | 19. Aug. |
| Campbell Walsh                                                              | Kanu           | Kanu-Slalom, K1              | 19. Aug. |
| Cath Bishop & Katherine Grainger                                            | Rudern         | Zweier ohne Steuerfrau       | 21. Aug. |
| Debbie Flood, Frances Houghton, Alison Mowbray & Rebecca Romero             | Rudern         | Doppelvierer                 | 22. Aug. |
| Steve Cummings, Rob Hayles, Paul Manning & Bradley Wiggins                  | Radsport       | 4000 m Mannschaftsverfolgung | 23. Aug. |
| Joe Glanfield & Nick Rogers                                                 | Segeln         | 470er                        | 28. Aug. |
| Amir Khan                                                                   | Boxen          | Leichtgewicht (bis 60 kg)    | 29. Aug. |

#### Bronze
| Name/n                           | Sportart           | Wettkampf              | Datum    |
| -------------------------------- | ------------------ | ---------------------- | -------- |
| Stephen Parry                    | Schwimmen          | 200 m Schmetterling    | 17. Aug. |
| Alison Williamson                | Bogenschießen      | Einzel                 | 18. Aug. |
| Helen Reeves                     | Kanu               | Kanuslalom, K1         | 18. Aug. |
| Philippa Funnell                 | Reiten             | Vielseitigkeit, Einzel | 18. Aug. |
| Kelly Sotherton                  | Leichtathletik     | Siebenkampf            | 21. Aug. |
| Elise Laverick & Sarah Winckless | Rudern             | Doppelzweier           | 21. Aug. |
| David Davies                     | Schwimmen          | 1500 m Freistil        | 21. Aug. |
| Rob Hayles & Bradley Wiggins     | Radsport           | Bahn, Madison          | 25. Aug. |
| Nick Dempsey                     | Segeln             | Windsurfen, Mistral    | 25. Aug. |
| Chris Draper & Simon Hiscocks    | Segeln             | Gemischte Klasse, 49er | 26. Aug. |
| Georgina Harland                 | Moderner Fünfkampf | Einzel                 | 27. Aug. |
| Ian Wynne                        | Kanu               | K1 500 m               | 28. Aug. |

## Teilnehmer nach Sportarten

### Badminton
| Name/n                           | Wettbewerb | Ergebnisse |
| -------------------------------- | ---------- | --- |
| Tracey Hallam                    | Einzel     | 1. Runde: 11:7/6:11/11:9-Sieg gegen Juliane Schenk aus Deutschland 2. Runde: 11:2/5:11/13:10-Sieg gegen Camilla Martin aus Dänemark Viertelfinale: 0:11/9:11-Niederlage gegen Mia Audina aus den Niederlanden                                                                             |
| Kelly Morgan                     | Einzel     | 1. Runde: 11:5/11:3-Sieg gegen Lenny Permana aus Australien 2. Runde: 6:11/8:11-Niederlage gegen Zhang aus China |
| Richard Vaughan                  | Einzel     | 1. Runde: 15:5/15:5-Sieg gegen Marco Vasconcelos aus Portugal 2. Runde: 9:15/4:15-Niederlage gegen Shon Seung-mo aus Südkorea |
| Gail Emms & Donna Kellogg        | Doppel     | 1. Runde: 15:4/15:4-Sieg gegen Wai Chee/Li Wing aus Hongkong 2. Runde: 15:13/7:15/5:15-Niederlagen gegen Wei/Zhao aus China |
| Ella Tripp & Joanne Wright       | Doppel     | 1. Runde: 17:15/17:14-Sieg gegen Boteva/Nedeltschewa aus Bulgarien 2. Runde: 7:15/7:15-Niederlage gegen Audina/Bruil aus den Niederlanden |
| Anthony Clark & Nathan Robertson | Doppel     | 1. Runde: 15:5/15:9-Sieg gegen Ngernsrisuk/Prapakamol aus Thailand 2. Runde: 7:15/12:15-Niederlage gegen Eng Hian/Limpele aus Indonesien |
| Gail Emms & Nathan Robertson     | / Mixed    | 1. Runde: nicht ausgespielt 2. Runde: 15:11/15:4-Sieg gegen Pitro/Siegemund aus Deutschland Viertelfinale: 15:8/17:15-Sieg gegen Chen/Zhao aus China Halbfinale: 15:6/15:12-Sieg gegen Olsen/Rasmussen aus Dänemark Finale: 1:15/15:12/12:15-Niederlage gegen Gao/Zhang aus China Platz 2 |
| Natalie Munt & Robert Blair      | / Mixed    | 1. Runde: 13:15/15:7/15:13-Sieg gegen Yamamoto/Ōtsuka aus Japan 2. Runde: 8:15/12:15-Niederlage gegen Marissa/Widianto aus Indonesien |

### Bogenschießen
| Name/n                                          | Wettbewerb | Ergebnisse |
| ----------------------------------------------- | ---------- | --- |
| Naomi Folkard                                   | Einzel     | 1. Runde: 139:128-Sieg gegen Olga Pilipova aus Kasachstan 2. Runde: 156:151-Sieg gegen Mari Piuva aus Finnland 3. Runde: 159:171-Niederlage gegen Park Sung-hyun aus Südkorea Platz 11 |
| Helen Palmer                                    | Einzel     | 1. Runde: 130-141-Niederlage gegen He Ying aus China Platz 52 |
| Alison Williamson                               | Einzel     | 1. Runde: 147:121-Sieg gegen Janet Dykman aus den USA 2. Runde: 154:150-Sieg gegen Sayoko Kitabatake aus Japan 3. Runde: 165:161-Sieg gegen Zhang Juanjuan aus China Viertelfinale: 109:89-Sieg gegen He Ying aus China Halbfinale: 100:110-Niederlagen gegen Park Sung-hyun aus Südkorea Finalrunde: 105:104-Sieg gegen Yuan Shu-chi aus Chinesisch Taipeh Platz 3              |
| Laurence Godfrey                                | Einzel     | 1. Runde: 157:155-Sieg gegen Hasan Orbay aus der Türkei 2. Runde: 163:162-Sieg gegen Magnus Petersson aus Schweden 3. Runde: 167:162-Sieg gegen Wiktor Ruban aus der Ukraine Viertelfinale: 110:108-Sieg gegen Chen Szu-yuan aus Taiwan Halbfinale: 108:110-Niederlagen gegen Marco Galiazzo aus Italien Finalrunde: 112:113-Niederlage gegen Tim Cuddihy aus Australien Platz 4 |
| Naomi Folkard, Helen Palmer & Alison Williamson | Team       | 1. und 2. Runde: nicht ausgespielt 3. Runde: 228:230-Niederlage gegen das Team aus Indien Platz 12 |

### Boxen
| Name      | Wettbewerb                | Ergebnisse |
| --------- | ------------------------- | --- |
| Amir Khan | Leichtgewicht (bis 60 kg) | 1. Runde: Sieg gegen Marios Kaperonis aus Griechenland 2. Runde: 37:21-Sieg gegen Dimitar Schtiljanow aus Bulgarien Viertelfinale: Sieg gegen Baik Jong-sub aus Südkorea Halbfinale: 40:26-Sieg gegen Serik Jeleuow aus Kasachstan Finale: 22:30-Niederlage gegen Mario Kindelán aus Kuba Platz 2 |

### Fechten
| Name                 | Wettbewerb     | Ergebnisse |
| -------------------- | -------------- | --- |
| Louise Bond-Williams | Säbel Einzel   | 1. Runde: 15:13-Sieg gegen Susanne König aus Deutschland 2. Runde: 12:15-Niederlage gegen Jelena Netschajewa aus Russland Platz 16                                                                      |
| Richard Kruse        | Florett Einzel | 1. Runde: nicht ausgespielt 2. Runde: 15:11-Sieg gegen Wang Haibin aus China 3. Runde: 15:14-Sieg gegen Dan Kellner aus den USA Viertelfinale: 8:15-Niederlage gegen Andrea Cassarà aus Italien Platz 8 |

### Gewichtheben
| Name            | Wettbewerb               | Ergebnisse                                                             |
| --------------- | ------------------------ | ---------------------------------------------------------------------- |
| Michaela Breeze | Klasse bis 58 kg         | Reißen: 92,5 kg (10.) / Stoßen: 120,0 kg (7.); total: 212,5 kg Platz 9 |
| Kamran Panjavi  | Federgewicht (bis 62 kg) | ohne Ergebnis                                                          |

### Hockey
| Namen | Wettbewerb     | Ergebnisse |
| --- | -------------- | --- |
| Tom Bertram, Graham Dunlop, Guy Fordham, Brett Garrard, Daniel Hall, Ben Hawes, Michael Johnson, Jimi Lewis (TW), Simon Mason (TW), Barry Middleton, Graham Moodie, Rob Moore, Craig Parnham, Mark Pearn, Niall Stott & Jimmy Wallis | Herren-Turnier | 1. Gruppenspiel: 3:1-Sieg gegen Ägypten 2. Gruppenspiel: 2:3-Niederlage gegen Südkorea 3. Gruppenspiel: 1:5-Niederlage gegen Spanien 4. Gruppenspiel: 1:4-Niederlage gegen Deutschland 5. Gruppenspiel: 2:8-Niederlage gegen Pakistan Qualifikationsrunde (Platz 9 bis 12): 4:1-Sieg gegen Argentinien Finalrunde: 1:1/3:4-Niederlage im Siebenmeterschießen gegen Südafrika Platz 9 |

### Judo
| Namen              | Wettbewerb                       | Ergebnisse |
| ------------------ | -------------------------------- | --- |
| Georgina Singleton | Halbleichtgewicht · (bis 52 kg)  | 1. Runde: 1001:0000-Sieg gegen Fabiane Hukuda aus Brasilien 2. Runde: 0010:0000-Sieg gegen Flor Velázquez aus Venezuela Viertelfinale: 0000:1001-Niederlage gegen Yuki Yokosawa aus Japan Hoffnungsrunde 2: 0011:0010-Sieg gegen Ri Sang-sim aus Nordkorea Hoffnungsrunde 3: 0000:0011-Niederlage gegen Ilse Heylen aus Belgien                                   |
| Sophie Cox         | Leichtgewicht · (bis 57 kg)      | 1. Runde: 1010:0000-Sieg gegen Elina Nasaudrodro aus Fidji 2. Runde: 0001:0000-Sieg gegen Ioulieta Boukouvala aus Griechenland Viertelfinale: 0010:1010-Niederlage gegen Kye Sun-hui aus Nordkorea Hoffnungsrunde 2: 0000:1000-Niederlage gegen Natalia Yukhareva aus Russland                                                                                    |
| Sarah Clark        | Halbmittelgewicht · (bis 63 kg)  | 1. Runde: Freilos 2. Runde: 0001:1001-Niederlage gegen Claudia Heill aus Österreich Hoffnungsrunde 1: 0001:1000-Niederlage gegen Ronda Rousey aus den USA |
| Kate Howey         | Mittelgewicht · (bis 70 kg)      | 1. Runde: 1011:0000-Sieg gegen Nasiba Surkiyeva aus Turkmenistan 2. Runde: 0001:0010-Niederlage gegen Catherine Roberge aus Kanada |
| Rachel Wilding     | Halbschwergewicht · (bis 78 kg)  | 1. Runde: Freilos 2. Runde: 1011:0011-Sieg gegen Esther San Miguel aus Spanien Viertelfinale: 0000:1000-Niederlage gegen Anastassija Matrossowa aus der Ukraine Hoffnungsrunde 2: 0000:0001-Niederlage gegen Lee So-yeon aus Südkorea |
| Karina Bryant      | Schwergewicht · (über 78 kg)     | 1. Runde: 0010:0030-Niederlage gegen Daima Beltrán aus Kuba Hoffnungsrunde 1: 1003:0000-Sieg gegen Tatiana Bvegadzi aus der Republik Kongo Hoffnungsrunde 2: 0020:0111-Niederlage gegen Giovanna Blanco aus Venezuela |
| Craig Fallon       | Superleichtgewicht · (bis 60 kg) | 1. Runde: 1000:0000-Sieg gegen Scott Fernandis aus Australien 2. Runde: 0110:1010-Niederlage gegen Revazi Zintiridis aus Griechenland |
| Winston Gordon     | Mittelgewicht · (bis 90 kg)      | 1. Runde: 1100:0000-Sieg gegen Dan Kelly aus Australien 2. Runde: 1000:0001-Sieg gegen Vicbart Geraldino aus der Dominikanischen Republik Viertelfinale: 0012:0010-Sieg gegen Carlos Honorato aus Brasilien Halbfinale: 0020:1000-Niederlage gegen Surab Swiadauri aus Georgien Finalrunde: 0000:1001-Niederlage gegen Mark Huizinga aus den Niederlanden Platz 5 |

### Kanu
| Name/n                        | Wettbewerb        | Ergebnisse |
| ----------------------------- | ----------------- | --- |
| Lucy Hardy                    | Sprint, K1 500 m  | Vorlauf 2: 1:54,518 min, Platz 4 Halbfinale 2: 1:56,432 min, Platz 3 Finale: 1:53,717 min, Platz 7                                          |
| Ian Wynne                     | Sprint, K1 500 m  | Vorlauf 2: 1:37,341 min, Platz 1 Halbfinale 2: 1:38,911 min, Platz 1 Finale: 1:38,547 min, Platz 3                                          |
| Tim Brabants                  | Sprint, K1 1000 m | Vorlauf 2: 3:24,412 min, Platz 1 Finale: 3:30,552 min, Platz 5                                                                              |
| Paul Darby-Dowman & Ian Wynne | Sprint, K2 1000 m | Vorlauf 2: 3:10,819 min, Platz 2 Finale: 3:20,848 min, Platz 7                                                                              |
| Helen Reeves                  | Slalom, K1        | Vorlauf 1: 110,12 s; Vorlauf 2: 103,51 s; total: 213,63 s, Platz 3 Halbfinale: 108,90 s, Platz 5 Finale: 109,87 s; total: 218,77 s, Platz 3 |
| Campbell Walsh                | Slalom, K1        | Vorlauf 1: 91,25 s; Vorlauf 2: 97,73 s; total: 188,98 s, Platz 2 Halbfinale: 93,68 s, Platz 1 Finale: 96,49 s; total: 190,17 s, Platz 2     |
| Stuart McIntosh               | Slalom C1         | Vorlauf 1: 99,87 s; Vorlauf 2: 102,87 s; total: 202,74 s, Platz 5 Halbfinale: 100,08 s, Platz 7 Finale: 111,11 s; total: 211,19 s, Platz 8  |
| Stuart Bowman & Nick Smith    | Slalom C2         | Vorlauf 1: 102,25 s; Vorlauf 2: 111,16 s; total: 213,41 s, Platz 2 Halbfinale: 114,02 s, Platz 9                                            |

### Leichtathletik
Sprints und Kurzstreckenläufe
| Name/n                                                                 | Wettbewerb        | Ergebnisse |
| ---------------------------------------------------------------------- | ----------------- | --- |
| Abiodun Oyepitan                                                       | 100 Meter         | Vorlauf 8 (von 8): 11,23 s, Platz 2 Viertelfinallauf 1 (von 4): 11,28 s, Platz 3 Halbfinale 1 (von 2): 11,18 s, Platz 5                         |
| Darren Campbell                                                        | 100 Meter         | Vorlauf 1 (von 10): 10,35 s, Platz 4 |
| Jason Gardener                                                         | 100 Meter         | Vorlauf 7 (von 10): 10,15 s (SB), Platz 2 Viertelfinale 3 (von 5): 10,15 s (SB), Platz 2 Halbfinale 2 (von 2): 10,12 s (SB), Platz 5            |
| Mark Lewis-Francis                                                     | 100 Meter         | Vorlauf 2 (von 10): 10,13 s (SB), Platz 1 Viertelfinallauf 1 (von 5): 10,12 s, Platz 1 Halbfinale 1 (von 2): 10,28 s, Platz 5                   |
| Jason Gardener, Darren Campbell, Marlon Devonish & Mark Lewis-Francis  | 4 × 100 m Staffel | Vorlauf 2 (von 2): 38,53 s, Platz 2 Finale: 38,07 s, Platz 1                                                                                    |
| Joice Maduaka                                                          | 200 Meter         | Vorlauf 3 (von 7): 23,15 s, Platz 4 Zwischenlauf 4 (von 4): 23,30 s, Platz 5                                                                    |
| Abi Oyepitan                                                           | 200 Meter         | Vorlauf 4 (von 7): 22,50 s / PB, Platz 2 Zwischenlauf 3 (von 4): 22,79, Platz 2 Halbfinale 1 (von 2): 22,56 s, Platz 2 Finale: 22,87 s, Platz 7 |
| Darren Campbell                                                        | 200 Meter         | Vorlauf 2 (von 7): 20,72 s, Platz 4 Viertelfinale: 20,59 s / SB, Platz 4 Halbfinale: 20,89 s, Platz 8                                           |
| Chris Lambert                                                          | 200 Meter         | Vorlauf 3 (von 7): Rennen nicht beendet |
| Christian Malcolm                                                      | 200 Meter         | Vorlauf 5 (von 7): 20,62 s, Platz 2 Viertelfinale 3 (von 4): 20,56 s, Platz 5 Halbfinale 2 (von 2): 20,77 s, Platz 7                            |
| Donna Fraser                                                           | 400 Meter         | Vorlauf 3 (von 6): 51,19 s, Platz 2 Halbfinale 2 (von 3): 51,94 s, Platz 7                                                                      |
| Lee McConnell                                                          | 400 Meter         | Vorlauf 1 (von 6): 51,19 s, Platz 2 Halbfinale 3 (von 3): 52,63 s, Platz 8                                                                      |
| Christine Ohuruogu                                                     | 400 Meter         | Vorlauf 6 (von 6): 50,50 s / PB, Platz 3 Halbfinale 1 (von 3): 51,00 s, Platz 4                                                                 |
| Christine Ohuruogu, Catherine Murphy, Helen Karagounis & Lee McConnell | 4 × 400 m Staffel | Vorlauf 1 (von 2): 3:26,99 min / SB, Platz 4 Finale: 3:25,12 min / SB, Platz 4                                                                  |
| Timothy Benjamin                                                       | 400 Meter         | Vorlauf 8 (von 8): 45,69 s, Platz 3 Halbfinale: 46,28 s, Platz 8                                                                                |
| Daniel Caines                                                          | 400 Meter         | Vorlauf 4 (von 8): 46,15 s, Platz 4 |
| Malachi Davis                                                          | 400 Meter         | Vorlauf 6 (von 8): 46,28 s, Platz 5 |
| Timothy Benjamin, Sean Baldock, Malachi Davis & Matthew Elias          | 4 × 400 m Staffel | Vorlauf 1 (von 2): 3:02,40 min / SB, Platz 1 Finale, 3:01,07 min / SB, Platz 5                                                                  |
| Sarah Claxton                                                          | 100 Meter Hürden  | Vorlauf 4 (von 5): 13,14 s, Platz 6 |
| Robert Newton                                                          | 110 Meter Hürden  | Vorlauf 4 (von 6): 13,85 s, Platz 7 |
| Andrew Turner                                                          | 110 Meter Hürden  | Vorlauf 5 (von 6): 49,77 s, Platz 8 |
| Matthew Douglas                                                        | 400 Meter Hürden  | Vorlauf 5 (von 5): 49,77 s, Platz 6 |
| Christopher Rawlinson                                                  | 400 Meter Hürden  | Vorlauf 1 (von 5): 48,94 s, Platz 3 Halbfinale 2 (von 3): 50,89 s, Platz 8                                                                      |

Mittel- und Langstreckenläufe
| Name/n          | Wettbewerb               | Ergebnisse |
| --------------- | ------------------------ | --- |
| Joanne Fenn     | 800 Meter                | Vorlauf 4 (von 6): 2:03,72 min, Platz 3 Halbfinale 3 (von 3): 2:00,60 min, Platz 5                                         |
| Kelly Holmes    | 800 Meter                | Vorlauf 3 (von 6): 2:00,81 min, Platz 1 Halbfinale 1 (von 3): 1:57,98 min / SB Finale: 1:56,38 min, Platz 1                |
| Ricky Soos      | 800 Meter                | Vorlauf 2 (von 9): 1:45, 70 min / PB, Platz 2 Halbfinale 3 (von 3): 1:46,74 min, Platz 6                                   |
| Kelly Holmes    | 1500 Meter               | Vorlauf 2 (von 3): 4:05,58 min, Platz 2 Halbfinale 2 (von 2): 4:04,77 min, Platz 2 Finale: 3:57,90 min / NR, Platz 1       |
| Joanne Pavey    | 1500 Meter               | Vorlauf 3 (von 3): 4:12,50 min                                                                                             |
| Hayley Tullett  | 1500 Meter               | Vorlauf 1 (von 3): 4:07,27 min, Platz 7 Halbfinale 1 (von 2): 4:08,92 min, Platz 11                                        |
| Michael East    | 1500 Meter               | Vorlauf 3 (von 3): 3:37,37 min, Platz 1 Halbfinale 1 (von 2): 3:36,46 min, Platz 6 Finale: 3:36,33 min (+ 2,14 s), Platz 6 |
| Joanne Pavey    | 5000 Meter               | Vorlauf 2 (von 2): 14:55,45 min, Platz 3 Finale: 14:57,87 min (+ 12,22 s), Platz 5                                         |
| John Mayock     | 5000 Meter               | Vorlauf 1 (von 2): 13:26,81 min, Platz 10                                                                                  |
| Kathy Butler    | 10.000 Meter             | 31:41,13 min, Platz 12 |
| Paula Radcliffe | 10.000 Meter             | Rennen nicht beendet |
| Tracey Morris   | Marathon                 | 2:41:00 h (+ 14:40 min), Platz 29                                                                                          |
| Paula Radcliffe | Marathon                 | Rennen nicht beendet |
| Liz Yelling     | Marathon                 | 2:40:13 h (+ 13:53 min), Platz 25                                                                                          |
| Jon Brown       | Marathon                 | 2:12:26 h (+ 1:31 min), Platz 4                                                                                            |
| Matthew O’Dowd  | Marathon                 | 2:22:37 h (+ 11:42 min), Platz 50                                                                                          |
| Dan Robinson    | Marathon                 | 2:17:53 h (+ 6:58 min), Platz 23                                                                                           |
| Justin Chaston  | 3000 Meter Hindernislauf | Vorlauf 3 (von 3): 8:28,35 min, Platz 5                                                                                    |

Sprung- und Wurfwettbewerbe
| Name/n                | Wettbewerb     | Ergebnisse |
| --------------------- | -------------- | --- |
| Jade Johnson          | Weitsprung     | Qualifikation: x - 5,01 m - 6,71 m, Platz 6 Finale: 6,74 m - 6,80 m / PB - x - x - x - 6,67 m, Platz 7                         |
| Christopher Tomlinson | Weitsprung     | Qualifikation: 7,76 m - 8,23 m / SB - x, Platz 3 Finale: 8,25 m / SB - 8,04 m - 8,11 m - 8,09 m - 8,05 m - 7,92 m, Platz 5     |
| Phillips Idowu        | Dreisprung     | Qualifikation: 17,33 m - x - x, Platz 4 Finale: x - x - x, Platz 12                                                            |
| Nathan Douglas        | Dreisprung     | Qualifikation: 16,84 m - x - x, Platz 13                                                                                       |
| Andrew Owusu          | Dreisprung     | Qualifikation: 15,85 m - x - 16,64 m / SB, Platz 19                                                                            |
| Nick Buckfield        | Stabhochsprung | Qualifikation: 5,60 m, Platz 21                                                                                                |
| Shelley Newman        | Diskuswurf     | Qualifikation: x - 54,04 m - 56,04 m, Platz 33                                                                                 |
| Philippa Roles        | Diskuswurf     | Qualifikation: 57,30 m - 58,83 m - x, Platz 18                                                                                 |
| Emeka Udechuku        | Diskuswurf     | Qualifikation: x - 58,41 m - 55,79 m, Platz 25                                                                                 |
| Katherine Sayers      | Speerwurf      | Qualifikation: 59,11 m - 53,64 m - x, Platz 20                                                                                 |
| Steve Backley         | Speerwurf      | Qualifikation: 80,60 m - 80,68 m - 80,39 m, Platz 12 Finale: 79,62 m - 81,48 m - 84,13 m / SB - 83,02 m - x - 81,62 m, Platz 4 |
| Nick Nieland          | Speerwurf      | Qualifikation: 68,86 m - 71,31 m - 72,79 m, Platz 28                                                                           |
| Lorraine Shaw         | Hammerwurf     | Qualifikation: 63,06 m - 63,13 m - 64,79 m, Platz 30                                                                           |
| Shirley Webb          | Hammerwurf     | Qualifikation: 61,60 m - x - x, Platz 41                                                                                       |

Mehrkämpfe
| Name/n          | Wettbewerb  | Ergebnisse |
| --------------- | ----------- | --- |
| Denise Lewis    | Siebenkampf | 100 Meter Hürden: 14,99 s / 1065 Punkte (7) Hochsprung: 1,73 m / 891 Punkte (16) Kugelstoßen: 15,33 m / 883 Punkte (2) 200 Meter: 25,42 s / 849 Punkte (27) Weitsprung: 5,89 m / 816 Punkte (25) Wettkampf nicht beendet |
| Kelly Sotherton | Siebenkampf | 100 Meter Hürden: 13,44 s / 1059 Punkte (9) Hochsprung: 1,85 m / 1041 Punkte (2) Kugelstoßen: 13,29 m / 747 Punkte (15) 200 Meter: 23,57 s / 1022 Punkte (5) Weitsprung: 6,51 m / 1010 Punkte (2) Speerwurf: 37,19 m / 613 Punkte (28) 800 Meter: 2:12,27 min / 932 Punkte (4) total: 6424 Punkte, Platz 3 |
| Dean Macey      | Zehnkampf   | 100 Meter: 10,89 s / 885 Punkte (15) Weitsprung: 7,47 m / 927 Punkte (9) Kugelstoßen: 15,73 m / 835 Punkte (4) Hochsprung: 2,15 m / 944 Punkte (1) 400 Meter: 48,97 s / 863 Punkte (10) 110 Meter Hürden: 14,56 s / 903 Punkte (18) Diskuswurf: 48,34 m / 836 Punkte (6) Stabhochsprung: 4,40 m / 731 Punkte (27) Speerwurf: 58,46 m / 715 Punkte (17) 1500 Meter: 4:25,42 min / 775 Punkte (5) total: 8414 Punkte, Platz 4 |

### Moderner Fünfkampf
| Namen            | Wettbewerb | Ergebnisse |
| ---------------- | ---------- | --- |
| Kate Allenby     | Einzel     | Schießen, Luftpistole 10 Meter: 169 Ringe, Platz 19, 964 Punkte Fechten, Degen: 21:10, Platz 2, 972 Punkte Schwimmen, 200 m Freistil: 2:17,41 min, Platz 5, 1272 Punkte Springreiten: 196 Fehlerpunkte, Platz 25, 1004 Punkte Querfeldeinlauf, 3000 m: 11:14,00 min, Platz 14, 1024 Punkte total: 5236 Punkte, Platz 8 |
| Georgina Harland | Einzel     | Schießen, Luftpistole 10 Meter: 156 Ringe, Platz 30, 808 Punkte Fechten, Degen: 16:15, Platz 12, 832 Punkte Schwimmen, 200 m Freistil: 2:14,60 min, Platz 2, 1308 Punkte Springreiten: 56 Fehlerpunkte, Platz 6, 1144 Punkte Querfeldeinlauf, 3000 m: 10:17,31 min, Platz 1, 1252 Punkte total: 5344 Punkte, Platz 3   |

### Radsport
Bahn
| Name/n                                                                                | Wettbewerb                   | Ergebnisse |
| ------------------------------------------------------------------------------------- | ---------------------------- | --- |
| Victoria Pendleton                                                                    | Sprint                       | Qualifikation: Zeit = 11,646 s, Ø = 61,823 km/h, Platz 10 1/8-Finale, Lauf 3 (von 6): Niederlage gegen Tamilla Abassowa aus Russland Hoffnungslauf, Lauf 2 (von 2): Niederlage gegen Katrin Meinke aus Deutschland und Yvonne Hijgenaar aus den Niederlanden total: Zeit = 12,699 s, Ø = 56,697 km/h, Platz 9 |
| Ross Edgar                                                                            | Sprint                       | Qualifikation: Zeit = 10,381 s, Ø = 69,357 km/h 1/16-Finale, Lauf 6 (von 9), Sieg gegen Barry Forde aus Barbados: Zeit = 10,768 s 1/8-Finale, Lauf 6 (von 6), Niederlage gegen Damian Zielinski aus Polen 1/8-Finale-Hoffnungslauf, Lauf 1 (von 2), Sieg gegen Josiah Ng aus Malaysia und Sean Eadie aus Australien: Zeit = 10,906 s, Ø = 66,018 km/h Viertelfinale, Lauf 2 (von 4): Niederlage gegen Theo Bos aus den Niederlanden total: Platz 5 |
| Victoria Pendleton                                                                    | 500 m Zeitfahren             | 19,696 s / 34,626 s, Platz 6 |
| Chris Hoy                                                                             | 1000 m Zeitfahren            | 17,984 s / 31,414 s / 45,505 s / 1:00,711 min / OR, Platz 1 |
| Craig MacLean                                                                         | 1000 m Zeitfahren            | 18,445 s / 32,367 s / 46,611 s / 1:02,369 min, Platz 7 |
| Emma Davies                                                                           | 3000 m Einzelverfolgung      | Qualifikation: gegen Katherine Bates aus Australien, 3:35,069 min, Platz 7 Zwischenlauf, Lauf 3 (von 4): Niederlage (überrundet) gegen Katie Mactier aus Australien, Platz 8 |
| Rob Hayles                                                                            | 4000 m Einerverfolgung       | Finale: 4:22,291 min, Platz 4 |
| Bradley Wiggins                                                                       | 4000 m Einerverfolgung       | Finale: 4:16,304 min, Platz 1 |
| Emma Davies                                                                           | Punktefahren                 | 4 Punkte, Platz 12 |
| Chris Newton                                                                          | Punktefahren                 | Rennen nicht beendet |
| Ross Edgar                                                                            | Keirin                       | 1. Vorrunde, Lauf 3 (von 3): Platz 5 Hoffnungslauf 1 (von 3): Platz 4 |
| Jamie Staff                                                                           | Keirin                       | 1. Vorrunde, Lauf 1 (von 3): Platz 3 2. Vorrunde: Lauf 2 (von 2): Platz 6 total: Platz 12 |
| Rob Hayles & Bradley Wiggins                                                          | Madison                      | 12 Punkte, Platz 3 |
| Chris Hoy, Craig MacLean & Jamie Staff                                                | Olympischer Sprint           | Qualifikation: 44,693 s, Platz 7 Zwischenlauf: 44,075 s, Platz 5 |
| Steve Cummings, Rob Hayles, Paul Manning, Bradley Wiggins, Chris Newton & Bryan Steel | 4000 m Mannschaftsverfolgung | Qualifikation: 4:03,985 min, Platz 2 Zwischenrunde: Sieg gegen Frankreich, 3:59,866 min, Platz 2 Finale: Niederlage gegen Australien (3:58,233 min) 4:01,760 min, Platz 2 |

Mountainbike
| Name            | Wettbewerb            | Ergebnisse          |
| --------------- | --------------------- | ------------------- |
| Oli Beckingsale | Cross Country 43,3 km | 2:23:15 h, Platz 17 |
| Liam Killeen    | Cross Country 43,3 km | 2:18:32 h, Platz 5  |

Straße
| Name               | Wettbewerb             | Ergebnisse             |
| ------------------ | ---------------------- | ---------------------- |
| Nicole Cooke       | Straßenrennen 118,8 km | 3:25:03 h, Platz 5     |
| Rachel Heal        | Straßenrennen 118,8 km | 3:25:42 h, Platz 22    |
| Sara Symington     | Straßenrennen 118,8 km | Rennen nicht beendet   |
| Roger Hammond      | Straßenrennen 224,4 km | 5:41:56 h, Platz 7     |
| Nicole Cooke       | Einzelzeitfahren 24 km | 33:45,22 min, Platz 19 |
| Stuart Dangerfield | Einzelzeitfahren 48 km | 1:03:00,72 h, Platz 28 |

### Reiten
| Name/n | Wettbewerb             | Ergebnisse |
| --- | ---------------------- | --- |
| Richard Davison auf Ballaseyr Royale | Dressur, Einzel        | Grand Prix: 68,542 Punkte = Platz 21 Grand Prix Spezial: 66,160 Punkte = Platz 22; nicht für weiteren Wettkampf qualifiziert                                                                          |
| Carl Hester auf Escapado | Dressur, Einzel        | Grand Prix: 70,667 Punkte = Platz 12 Grand Prix Spezial: 72,440 Punkte = Platz 9 Grand Prix Freestyle: 71,575 Punkte = Platz 14 total: 71,561 Punkte, Platz 13                                        |
| Emma Hindle auf Wie Weltmeyer | Dressur, Einzel        | Grand Prix: 67,500 Punkte = Platz 25; nicht für weiteren Wettkampf qualifiziert |
| Nicola McGivern auf Active Walero | Dressur, Einzel        | Grand Prix: 66.458 = Platz 34; nicht für weiteren Wettkampf qualifiziert |
| Richard Davison auf Ballaseyr Royale, Carl Hester auf Escapado, Emma Hindle auf Wie Weltmeyer & Nicola McGivern auf Active Walero                                   | / Dressur, Team        | total: 68,903 Punkte, Platz 7 |
| Nick Skelton auf Arko III | Springreiten, Einzel   | Qualifikation: 1, 5 und 0 Fehlerpunkte Finale: 0 und 13 Fehlerpunkte, Platz 10 |
| Robert Smith auf Mr. Springfield | Springreiten, Einzel   | Qualifikation: 4, 8 und 9 Fehlerpunkte Finale: 8 und 4 Fehlerpunkte, Platz 4 |
| Jeanette Brakewell auf Over To You | Vielseitigkeit, Einzel | Dressur: 49,80 Fehlerpunkte, Platz 28 Geländeritt: 4 Fehlerpunkte, Platz 23 Springen, Qualifikation: 4 Fehlerpunkte, Platz 18 Springen, Finale: nicht angetreten, Platz 18                            |
| William Fox-Pitt auf Tamarillo | Vielseitigkeit, Einzel | Dressur: 38,60 Fehlerpunkte, Platz 6 Geländeritt: 0 Fehlerpunkte, Platz 5 Springen, Qualifikation: nicht teilgenommen                                                                                 |
| Pippa Funnell auf Primmore's Pride | Vielseitigkeit, Einzel | Dressur: 31,40 Fehlerpunkte, Platz 2 Geländeritt: 11,20 Fehlerpunkte, Platz 8 Springen, Qualifikation: 0 Fehlerpunkte, Platz 3 Springen, Finale: 4 Fehlerpunkte Platz 3                               |
| Mary King auf King Solomon III | Vielseitigkeit, Einzel | Dressur: 48,00 Fehlerpunkte, Platz 24 Geländeritt: 0 Fehlerpunkte, Platz 18 Springen, Qualifikation: 8 Fehlerpunkte, Platz 16 Springen, Finale: 18 Fehlerpunkte, Platz 20                             |
| Leslie Law auf Shear l'Eau | Vielseitigkeit, Einzel | Dressur: 43,20 Fehlerpunkte, Platz 10 Geländeritt: 1,20 Fehlerpunkte, Platz 11 Springen, Qualifikation: 0 Fehlerpunkte, Platz 4 Springen, Finale: 0 Fehlerpunkte Platz 1                              |
| Jeanette Brakewell auf Over To You, William Fox-Pitt auf Tamarillo, Pippa Funnell auf Primmore's Pride, Mary King auf King Solomon III & Leslie Law auf Shear l'Eau | / Vielseitigkeit, Team | Dressur: 113,20 Fehlerpunkte, Platz 1 Geländeritt: 1,20 Fehlerpunkte, Platz 3 Springen, Qualifikation: 4 Fehlerpunkte, Platz 2 Springen, Finale: nicht ausgetragen; total 143,00 Fehlerpunkte Platz 2 |

### Ringen
| Name          | Wettbewerb                                 | Ergebnisse |
| ------------- | ------------------------------------------ | --- |
| Nate Ackerman | Freistil, Klasse bis 74 kg (Weltergewicht) | 1. Kampf: 0:4-Niederlage gegen Araik Geworgjan aus Armenien 2. Kampf: 0:4-Niederlage gegen Gennadi Lalijew aus Kasachstan Platz 19 |

### Rudern
| Name/n | Wettbewerb                            | Ergebnisse |
| --- | ------------------------------------- | --- |
| Ian Lawson | Einer                                 | Vorlauf 4 (von 6): 7:24,01 min, Platz 2; für die Hoffnungsläufe qualifiziert Hoffnungslauf 3 (von 6): 6:56,55 min, Platz 1; für die Halbfinalläufe qualifiziert Halbfinale C (von E): 6:57,95 min, Platz 3; für das B-Finale qualifiziert B-Finale (von E): 6:57,63 min, Platz 4; total: Platz 10 |
| Elise Laverick & Sarah Winckless | Doppelzweier                          | Vorlauf 1 (von 2): 7:29,75 min, Platz 2; für das Finale qualifiziert Finale: 7:07,58 min, Platz 3 |
| Matt Langridge & Matthew Wells | Doppelzweier                          | Vorlauf 2 (von 3): 6:48,13 min, Platz 2; für die Halbfinalläufe qualifiziert Halbfinale B: 6:13,71 min, Platz 4; für das B-Finale qualifiziert B-Finale: 6:14,40 min, Platz 1; total: Platz 8 Anmerkung: Die im B-Finale erreichte Zeit hätte im A-Finale für den Olympiasieg gereicht!           |
| Helen Casey & Tracy Langlands | Leichtgewichts-Doppelzweier           | Vorlauf 3 (von 3): 6:59,19 min, Platz 4; für die Hoffnungsläufe qualifiziert Hoffnungslauf 1 (von 3): 6:59,63 min, Platz 2; für die Halbfinalläufe qualifiziert Halbfinale 1 (von 2): 6:59,23 min, Platz 5; für das B-Finale qualifiziert B-Finale: 7:29,12 min, Platz 3; total: Platz 9          |
| Catherine Bishop & Katherine Grainger | Zweier ohne Steuerfrau                | Vorlauf 1 (von 2): 7:29,04 min, Platz 2; für das Finale qualifiziert Finale: 7:29,04 min, Platz 2 |
| Rick Dunn & Toby Garbett | Zweier ohne Steuermann                | Vorlauf 1 (von 3): 6:58,95 min, Platz 3; für die Halbfinalläufe qualifiziert Halbfinale A (von B): 6:25,06 min, Platz 4; für das B-Finale qualifiziert B-Finale: 6:22,04 min, Platz 1; total: Platz 7 Anmerkung: Die im B-Finale erreichte Zeit hätte im A-Finale für den Olympiasieg gereicht!   |
| Debbie Flood, Frances Houghton, Alison Mowbray & Rebecca Romero                                                                                          | Doppelvierer                          | Vorlauf 1 (von 2): 6:15,60 min, Platz 1; für das A-Finale qualifiziert A-Finale: 6:31,26 min, Platz 2 |
| Alan Campbell, Simon Cottle, Peter Gardner & Peter Wells                                                                                                 | Doppelvierer                          | Vorlauf 3 (von 3): 5:54,69 min, Platz 4; für den Hoffnungslauf qualifiziert Hoffnungslauf: 5:54,69 min, Platz 3; für die Halbfinalläufe qualifiziert Halbfinale A (von B): 5:48,52 min, Platz 6; für das B-Finale qualifiziert B-Finale: 6:07,87 min, Platz 6; total: Platz 12                    |
| Ed Coode, James Cracknell, Matthew Pinsent & Steve Williams                                                                                              | Vierer ohne Steuermann                | Vorlauf 2 (von 3): 6:20,85 min, Platz 1; für die Halbfinalläufe qualifiziert Halbfinale B: 5:50,44 min, Platz 1; für das A-Finale qualifiziert A-Finale: 6:06,98 min, Platz 1 |
| Nick English, Mike Hennessy, Mark Hunter & Tim Male | Leichtgewichts-Vierer ohne Steuermann | Vorlauf 2 (von 3): 6:05,57 min, Platz 4; für den Hoffnungslauf qualifiziert Hoffnungslauf: 5:58,80 min, Platz 4; total: Platz 13 |
| Robin Bourne-Taylor, Jonno Devlin, Dan Ouseley, Phil Simmons, Tom Stallard, Andrew Triggs Hodge, Josh West, Kieran West & Christian Cormack (Steuermann) | Achter                                | Vorlauf 2 (von 2): 5:32,26 min, Platz 4; für die Hoffnungsläufe qualifiziert Hoffnungslauf 2 (von 2): 5:34,37 min, Platz 3; für das B-Finale qualifiziert B-Finale: 5:34,37 min, Platz 3; total: Platz 9                                                                                          |

### Schießen
| Name             | Wettbewerb                | Ergebnisse |
| ---------------- | ------------------------- | --- |
| Sarah Gibbins    | Trap                      | Qualifikation: 21 + 17 + 20 = 58 Treffer, Platz 9                                                                    |
| Michael Babb     | Kleinkaliber liegend 50 m | Qualifikation: 98 + 99 + 100 + 99 + 100 + 99 = 595 Punkte, Platz 6 Finale: 101,8 Punkte, total 696,8 Punkte, Platz 7 |
| Edward Ling      | Trap                      | Qualifikation: 24 + 21 + 24 + 69 + 22 + 22 + 113 Punkte, Platz 25                                                    |
| Ian Peel         | Trap                      | Qualifikation: 23 + 24 + 23 + 70 + 23 + 23 = 116 Punkte, Platz 19                                                    |
| Richard Faulds   | Doppel-Trap               | Qualifikation: 41 + 44 + 45 = 130 Punkte, Platz 13                                                                   |
| Richard Brickell | Skeet                     | Qualifikation: 23 + 24 + 23 + 70 + 21 + 24 = 115 Punkte, Platz 34                                                    |

### Schwimmen
| Name/n | Wettbewerb          | Ergebnisse |
| --- | ------------------- | --- |
| Alison Sheppard | 50 m Freistil       | Vorlauf 9 (von 10): 25,36 s, Platz 3 Halbfinale 1 (von 2): 25,36 s, Platz 5; total: Platz 12                                                                    |
| Melanie Marshall | 100 m Freistil      | Vorlauf 5 (von 7): nicht angetreten |
| Matthew Kidd | 100 m Freistil      | Vorlauf 6 (von 9): 49,97 s, Platz 6; total: Platz 23 |
| Melanie Marshall | 200 m Freistil      | Vorlauf 5 (von 6): 2:00,46 min, Platz 3 Halbfinale 1 (von 2): 2:01,06 min, Platz 8; total: Platz 16                                                             |
| Simon Burnett | 200 m Freistil      | Vorlauf 8 (von 8): 1:48,68 min, Platz 4 Halbfinale 1 (von 2): 1:47,72 min, Platz 3 Finale: 1:48,02 min, Platz 7                                                 |
| Rebecca Cooke | 400 m Freistil      | Vorlauf 4 (von 5): 4:08,18 min, Platz 2 Finale: 4:11,35 min, Platz 8                                                                                            |
| Joanne Jackson | 400 m Freistil      | Vorlauf 3 (von 5): 4:14,89 min, Platz 6; total: Platz 21 |
| Adam Faulkner | 400 m Freistil      | Vorlauf 5 (von 6): 3:51,97 min, Platz 7; total: Platz 17 |
| Graeme Smith | 400 m Freistil      | Vorlauf 6 (von 6): 3:52,41 min, Platz 8; total: Platz 20 |
| Rebecca Cooke | 800 m Freistil      | Vorlauf 3 (von 4): 8:28,47 min, Platz 1 Finale: 8:29,37 min, Platz 6                                                                                            |
| David Davies | 1500 m Freistil     | Vorlauf 3 (von 5): 14:57,03 min, Platz 1 Finale: 14:45,95 min / NR, Platz 3                                                                                     |
| Graeme Smith | 1500 m Freistil     | Vorlauf 3 (von 5): 15:07,45 min, Platz 3 Finale: 15:09,71 min, Platz 6                                                                                          |
| Gregor Tait | 100 m Rücken        | Vorlauf 5 (von 6): 55,77 s, Platz 5 Halbfinale 1 (von 2): 55,31 s, Platz 5; total: Platz 12                                                                     |
| James Goddard | 200 m Rücken        | Vorlauf 4 (von 5): 1:57,96 min, Platz 1 Halbfinale 1 (von 2): 1:57,25 min, Platz 1 Finale: 1:57,76 min, Platz 4                                                 |
| Gregor Tait | 200 m Rücken        | Vorlauf 4 (von 5): 1:59,35 min, Platz 2 Halbfinale 2: 1:58,75 min, Platz 3 Finale: 1:59,28 min, Platz 7                                                         |
| James Gibson | 100 m Brust         | Vorlauf 7 (von 8): 1:00,99 min, Platz 2 Halbfinale 2 (von 2): 1:01,07 min, Platz 2 Finale: 1:01,36 min, Platz 6                                                 |
| Darren Mew | 100 m Brust         | Vorlauf 6 (von 8): 1:00,89 min, Platz 2 Halbfinale 1 (von 2): 1:00,83 min, Platz 2 Finale: 1:01,66 min, Platz 7                                                 |
| Kirsty Balfour | 200 m Brust         | Vorlauf 4 (von 5): 2:29,78 min, Platz 4 Halbfinale 2 (von 2): 2:28,92 min, Platz 5; total: Platz 10                                                             |
| Chris Cook | 200 m Brust         | Vorlauf 4 (von 6): 2:14,68 min, Platz 5 Halbfinale 1 (von 2): 2:15,91 min, Platz 8; total: Platz 15                                                             |
| Ian Edmond | 200 m Brust         | Vorlauf 6 (von 6): 2:13,08 min, Platz 3 Halbfinale 2 (von 2): disqualifiziert; total: Platz 16                                                                  |
| Georgina Lee | 100 m Schmetterling | Vorlauf 4 (von 5): 1:00,45 min, Platz 6; total: Platz 20 |
| James Hickman | 100 m Schmetterling | Vorlauf 7 (von 8): 52,91 s, Platz 6 Halbfinale 1 (von 2): 53,10 s, Platz 7; total: Platz 15                                                                     |
| Todd Cooper | 100 m Schmetterling | Vorlauf 6 (von 8): 53,48 s, Platz 5; total: Platz 22 |
| Georgina Lee | 200 m Schmetterling | Vorlauf 2 (von 4): 2:10,99 min, Platz 2 Halbfinale 1 (von 2): 2:10,93 min, Platz 5; total: Platz 10                                                             |
| Stephen Parry | 200 m Schmetterling | Vorlauf 3 (von 5): 1:58,88 min, Platz 6 Halbfinale 1 (von 2): 1:55,57 min, Platz 1 Finale: 1:55,52 min, Platz 3                                                 |
| Robin Francis | 200 m Lagen         | Vorlauf 7 (von 7): 2:01,57 min, Platz 5 Halbfinale 1 (von 2): 2:03,85 min, Platz 8; total: Platz 16                                                             |
| Adrian Turner | 200 m Lagen         | Vorlauf 6 (von 7): 2:01,73 min, Platz 7 Halbfinale 2 (von 2): 2:02,86 min, Platz 8; total: Platz 15                                                             |
| Robin Francis | 400 m Lagen         | Vorlauf 4 (von 5): 4:18,34 min, Platz 5; total: Platz 12 |
| Adrian Turner | 400 m Lagen         | Vorlauf 4 (von 5): 4:23,53 min, Platz 6; total: Platz 23 |
| Alison Sheppard, Kathryn Evans, Karen Pickering & M. Marshall Melanie Marshall, Kathryn Evans, Karen Pickering & Lisa Chapman            | 4 × 100 m Freistil  | Vorlauf 1 (von 2): 55,49 + 55,21 + 55,57 + 54,83 = 3:41,96 min, Platz 2 Finale: 55,42 + 54,33 + 55,58 + 55,49 = 3:40,82 min (+ 4,88 s), Platz 6                 |
| K. Pickering, Joanne Jackson, Caitlin McClatchey & Melanie Marshall Melanie Marshall, Georgina Lee, Caitlin McClatchey & Karen Pickering | 4 × 200 m Freistil  | Vorlauf 1 (von 2): 2:00,90 + 2:00,89 + 2:00,65 + 1:59,33 = 8:01,77 min, Platz 1 Finale: 1:59,39 + 2:00,50 + 2:00,48 + 1:58,74 = 7:59,11 min (+ 5,69 s), Platz 5 |
| Simon Burnett, Ross Davenport, Gavin Meadows & David Carry Simon Burnett, Gavin Meadows, David O’Brien & Ross Davenport                  | 4 × 200 m Freistil  | Vorlauf 2 (von 2): 1:50,43 + 1:49,24 + 1:48,46 + 1:49,28 = 7:17,41 min, Platz 2 Finale: 1:47,90 + 1:48,46 + 1:49,05 + 1:47,19 = 7:12,60 min (+ 5,27 s), Platz 4 |
| Sarah Price, Kirsty Balfour, Georgina Lee & Melanie Marshall Katy Sexton, Kirsty Balfour, Georgina Lee & Kathryn Evans                   | 4 × 100 m Lagen     | Vorlauf 2 (von 2): 1:01,90 + 1:09,19 + 59,56 + 54,98 = 4:05,63 min, Platz 2 Finale: 1:02,36 + 1:07,98 + 59,63 + ..., disqualifiziert                            |
| Gregor Tait, James Gibson, James Hickman & Matthew Kidd                                                                                  | 4 × 100 m Lagen     | Vorlauf 2 (von 2): 55,36 + 1:00,30 + 52,23 + 49,05 = 3:36,94 min, Platz 3 Finale: 55,69 + 1:00,30 + 52,64 + 49,14 = 3:37,77 min (+ 7,09 s), Platz 8             |

### Segeln
| Name/n                                      | Wettbewerb  | Ergebnisse |
| ------------------------------------------- | ----------- | --- |
| Laura Baldwin                               | Europe      | 21,0 + 14,0 + 9,0 + 23,0 + 20,0 + 21,0 (+ 25,0) + 22,0 + 23,0 + 21,0 + 4,0 Punkte total: 178,0 Punkte, Platz 23 |
| Ben Ainslie                                 | Finn Dinghy | (+ 26,0) + 1,0 + 1,0 + 4,0 + 1,0 + 2,0 + 3,0 + 2,0 + 1,0 + 14,0 Punkte total: 38,0 Punkte, Platz 1              |
| Christina Bassadone & Katherine Hopson      | 470er       | 5,0 + 14,0 + 15,0 + 4,0 + 5,0 + 6,0 + 17,0 (+ 21,0) + 2,0 + 16,0 + 7,0 Punkte total: 91,0 Punkte, Platz 7       |
| Joe Glanfield & Nick Rogers                 | 470er       | 2,0 + 3,0 + 9,0 + 4,0 + 17,0 + 5,0 + 2,0 + 3,0 + 10,0 + 19,0 (+ 23,0) Punkte total: 74,0 Punkte, Platz 2        |
| Sarah Ayton, Shirley Robertson & Sarah Webb | Yngling     | 5,0 + 4,0 + 1,0 + 1,0 + 4,0 + 3,0 + 4,0 + 6,0 + 3,0 + 8,0 (+ 17) Punkte total: 39,0 Punkte, Platz 1             |
| Steve Mitchell & Iain Percy                 | Star        | 8,0 + 3,0 + 12,0 + 9,0 + 6,0 + 3,0 + 16,0 + 5,0 + 7,0 (+ 17,0) + 4,0 Punkte total: 73,0 Punkte, Platz 6         |
| Natasha Sturges                             | Mistral     | (16,0) + 10,0 + 3,0 + 9,0 + 9,0 + 14,0 + 12,0 + 11,0 + 15,0 + 11,0 + 9,0 Punkte total: 103,0 Punkte, Platz 9    |
| Nick Dempsey                                | Mistral     | 2,0 + 11,0 (+ 15,0) + 10,0 + 2,0 + 9,0 + 1,0 + 10,0 + 1,0 + 6,0 + 1,0 Punkte total: 53,0 Punkte, Platz 3        |
| Paul Goodison                               | Laser       | 13,0 + 3,0 (+ 28,0) + 5,0 + 11,0 + 7,0 + 1,0 + 9,0 + 8,0 + 7,0 + 17,0 Punkte total: 81,0 Punkte, Platz 4        |
| Chris Draper & Simon Hiscocks               | 49er        | 8 + 5 + 6 + 3 + 10 + 8 + 1 (+ 13) (+ 11) + 8 + 2 + 4 + 1 + 9 + 6 + 6 Punkte total: 77,0 Punkte, Platz 3         |
| Mark Bulkeley & Leigh McMillan              | Tornado     | 8,0 + 14,0 (+ 17,0) + 12,0 + 7,0 + 14,0 + 8,0 + 3,0 + 16,0 + 15,0 + 15,0 Punkte total: 112,0 Punkte, Platz 13   |

### Taekwondo
| Name             | Wettbewerb        | Ergebnisse |
| ---------------- | ----------------- | --- |
| Sarah Bainbridge | Klasse bis 67 kg  | 1. Runde: 6:7-Niederlage gegen Charmian Sobers aus den Niederlanden                                                        |
| Sarah Stevenson  | Klasse über 67 kg | 1. Runde: 8:8-Niederlage (SUP) gegen Adriana Carmona aus Venezuela                                                         |
| Craig Brown      | Klasse bis 80 kg  | 1. Runde: 6:12-Niederlage gegen Daniel Trenton aus Australien                                                              |
| Paul Green       | Klasse bis 58 kg  | 1. Runde: 6:5-Sieg gegen Satriyo Rahadhani aus Indonesien Viertelfinale: 2:4-Niederlage gegen Nguyễn Quốc Huân aus Vietnam |

### Tennis
| Name       | Wettbewerb | Ergebnis                                                     |
| ---------- | ---------- | ------------------------------------------------------------ |
| Tim Henman | Einzel     | 1. Runde: 3:6/3:6-Niederlage gegen Jiří Novák aus Tschechien |

### Triathlon
| Name            | Wettbewerb | Ergebnisse 1,5 km Schwimmen / 40 km Radfahren / 10 km Laufen               |
| --------------- | ---------- | -------------------------------------------------------------------------- |
| Michelle Dillon | Einzel     | S: 20:37 min / R: 1:09:50 h / L: 35:33 min. / total: 2:06:00,77 h, Platz 6 |
| Julie Dibens    | Einzel     | S: 19:21 min / R: 1:11:08 h / L: 41:17 min / total: 2:11:46,01 h, Platz 30 |
| Jodie Swallow   | Einzel     | S: 18:58 min / R: 1:14:05 h / L: 42:03 min / total: 2:15:06,78 h, Platz 34 |
| Andrew Johns    | Einzel     | S: 18:11 min / R: 1:00:53 h / L: 35:11 min / total: 1:54:15,87 h, Platz 16 |
| Tim Don         | Einzel     | S: 18:07 min / R: 1:01:40 h / L: 34:55 min / total: 1:54:42,13 h, Platz 18 |
| Marc Jenkins    | Einzel     | S: 18:15 min / R: 1:08:51 h / L: 38:27 min / total: 2:05:33,60 h, Platz 45 |

### Turnen
| Name                                                                                        | Wettbewerbe der Frauen                                  | Ergebnisse |
| ------------------------------------------------------------------------------------------- | ------------------------------------------------------- | --- |
| Katy Lennon                                                                                 | Sprung Stufenbarren Schwebebalken Boden Einzelmehrkampf | 09,262 Punkte, Platz 11 08,987 Punkte, Platz 13 08,200 Punkte, Platz 34 08,925 Punkte, Platz 30 35,374 Punkte, Platz 21      |
| Beth Tweddle                                                                                | Sprung Stufenbarren Schwebebalken Boden Einzelmehrkampf | 08,987 Punkte, Platz 21 09,562 Punkte, Platz 08 07,800 Punkte, Platz 24 09,412 Punkte, Platz 11 35,761 Punkte, Platz 19      |
| Cherrelle Fennell, Vanessa Hobbs, Katy Lennon, Elizabeth Line, Beth Tweddle & Nicola Willis | Sprung Stufenbarren Schwebebalken Boden Teammehrkampf   | 036,724 Punkte, Platz 11 036,449 Punkte, Platz 12 035,937 Punkte, Platz 09 036,687 Punkte, Platz 10 145,797 Punkte, Platz 11 |

#### Rhythmische Sportgymnastik
| Name            | Wettbewerb | Ergebnisse Reifen / Ball / Keulen / Band                                                                 |
| --------------- | ---------- | --- |
| Hannah McKibbin | Einzel     | R: 20.675 Punkte / B: 20,800 Punkte / K: 19,600 Punkte / B: 21,225 Punkte total: 82,300 Punkte, Platz 21 |

#### Trampolinturnen
| Name           | Wettbewerb | Ergebnisse |
| -------------- | ---------- | --- |
| Kirsten Lawton | Einzel     | Qualifikation, 1. Durchgang: 9,0/9,1/9,3/9,2/9,3 Punkte Qualifikation, 2. Durchgang: 6,9/7,0/6,8/6,9/7,0 Punkte, Schwierigkeit 11,8 Punkte nicht für das Finale qualifiziert; Platz 12                                                |
| Gary Smith     | Einzel     | Qualifikation, 1. Durchgang: 9,1/9,1/9,1/8,9/9,0 Punkte Qualifikation, 2. Durchgang: 8,1/8,2/8,1/7,9/8,0 Punkte, Schwierigkeit 15,8 Punkte Finale: 8,1/7,9/8,0/7,8/8,2 Punkte, Schwierigkeit 16,0 Punkte total: 40,00 Punkte, Platz 7 |

### Wasserspringen
| Name/n                        | Wettbewerb            | Ergebnisse                                                                                               |
| ----------------------------- | --------------------- | --- |
| Tracey Richardson             | Kunstspringen 3 m     | Vorkampf: 209,34 Punkte, nicht für das Halbfinale qualifiziert, Platz 28                                 |
| Jane Smith                    | Kunstspringen 3 m     | Vorkampf: 282,90 Punkte, Platz 14 Halbfinale: 483,75 Punkte, nicht für das Finale qualifiziert, Platz 15 |
| Tony Ally                     | Kunstspringen 3 m     | Vorkampf: 401,52 Punkte, Platz 16 Halbfinale: 617,13 Punkte, nicht für das Finale qualifiziert, Platz 15 |
| Mark Shipman                  | Kunstspringen 3 m     | Vorkampf: 396,90 Punkte, Platz 18 Halbfinale: 599,88 Punkte, nicht für das Finale qualifiziert, Platz 18 |
| Leon Taylor                   | Turmspringen 10 m     | Vorkampf: 433,38 Punkte, Platz 11 Halbfinale: 628,47 Punkte, Platz 9 Finale: 663,12 Punkte, Platz 6      |
| Peter Waterfield              | Turmspringen 10 m     | Vorkampf: 474,03 Punkte, Platz 4 Halbfinale: 654,54 Punkte, Platz 6 Finale: 669,24 Punkte, Platz 5       |
| Tandi Gerrard & Jane Smith    | Synchronspringen 3 m  | Finale: 302,25 Punkte, Platz 4                                                                           |
| Tony Ally & Mark Shipman      | Synchronspringen 3 m  | Finale: 334,98 Punkte, Platz 5                                                                           |
| Leon Taylo & Peter Waterfield | Synchronspringen 10 m | Finale: 371,52 Punkte, Platz 2                                                                           |